# 成凤秋海棠
成凤秋海棠（学名：Begonia scitifolia）是秋海棠科秋海棠属的植物，是中国的特有植物。分布于中国大陆的云南等地，生长于海拔700米至1,600米的地区，目前已由人工引种栽培。